# Главное управление глубоководных исследований Министерства обороны Российской Федерации
Главное управление глубоководных исследований Министерства обороны Российской Федерации (ГУГИ) — одно из управлений Минобороны России, занимается подготовкой специалистов в области глубоководной деятельности («подводный спецназ ВМФ»). На сайте МО РФ в структуре Министерства не числится.
Основано 19 января 1963 года как войсковая часть 90802.
Входит в состав ВМФ России. Управление занимается картографированием морского дна и проведением спасательных операций, часть деятельности засекречена.

## Функции
Занимается:
- поиском и спасением затонувших объектов;
- мониторингом Мирового океана;
- испытаниями аварийно-спасательного имущества;
- проведением медицинских исследований физиологии подводного плавания и другими научными исследованиями.

## Оборудование
Исследовательское судно «Янтарь» проекта 22010 «Крюйс».
В 2019 году ГУГИ получило еще два судна для «проведения подводных работ»: «Алмаз» (также проекта 22010) и корабль проекта 02670 «Евгений Горигледжан». Оба могут автономно работать в любой точке мирового океана до 30 суток, а на их борту, как и на «Янтаре», находится оборудование с глубоководными спускаемыми аппаратами.
Подводные лодки
Подводные лодки и глубоководные аппараты ГУГИ входят в 29-ю дивизию подводных лодок Северного флота.
Первый корабль специального назначения ГУГИ — подлодка БС-136 «Оренбург» (АПЛ специального назначения проекта 09786 (667БДР «Кальмар»), входит в состав Северного флота и является одним из носителей глубоководного аппарата АС-12 «Лошарик».
Ещё две подводные лодки-носители появились в составе флота ГУГИ относительно недавно:
- БС-64 «Подмосковье» (в строю с 2016, Северный флот), перестроенная из проекта 667БДРМ «Дельфин»,
- К-329 «Белгород» (в строю с 2022, Тихоокеанский флот), изначально проекта 949А «Антей», достроенная по проекту 09852.

Также, АПЛ «Хабаровск» (проект 09851) может быть принята в состав ВМФ в ближайшие 2-3 года и, вероятно, станет третьим известным носителем аппаратов «Лошарик» и «Посейдон».
Целью «Хабаровска» и «Белгорода» является охота за подводным флотом и авианосцами противника; для того чтобы быстро оказаться в нужной точке, АПЛ оснащены сверхпроизводительными реакторами и турбинными установками (по словам источников в ВМФ России, «Хабаровск» и «Белгород» примерно на четверть быстрее своих «одноклассников» из состава флота).

## Санкции
Из-за вторжения России на Украину ГУГИ находится под санкциями всех стран Евросоюза, США и Японии.

## Начальник
- адмирал Литвинов Иван Никитович (1990—2000)
- вице-адмирал Исак, Валерий Владимирович (2000—2005)
- вице-адмирал Буриличев Алексей Витальевич (2005—2020)[7]
- вице-адмирал Гришечкин Владимир Владимирович (с марта 2021)[8]